# Starship Flight Test 10

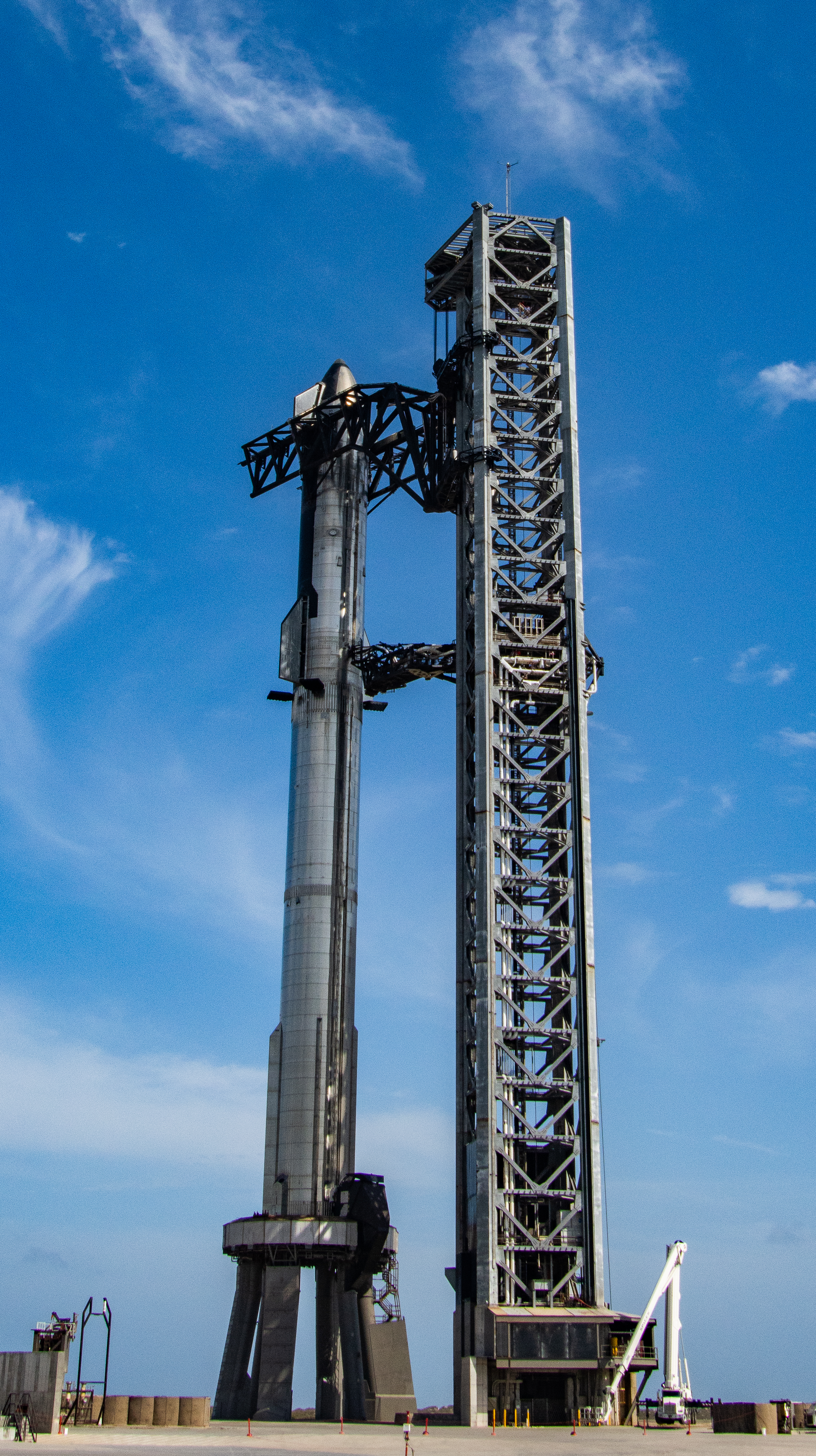
Sestava boosteru B7 a lodi S24 na rampě OLM před startem první testovací mise (IFT-1), v horní části servisní věže sestavu stabilizují pohyblivé paže systému Mechazilla.

Starship Flight Test 10 (FT-10) je připravovaný desátý let kosmické lodi Starship na nosné raketě Super Heavy. Obě součásti sestavy vyvinula a postavila společnost SpaceX podnikatele Elona Muska. Let o očekávané délce 65 minut se měl uskutečnit koncem června 2025, ale výbuch kosmické lodi Starship před testovacím zážehem všech jejích motorů způsobil nucený odklad startu mise do doby dokončení další lodi. SpaceX oznámila, že plánuje let provést 24. srpna 2025. Půjde o čtvrtý start druhé verze lodi Starship, označované jako Block 2, a současně o start, který by měl napravit selhání Starship při třech předchozích letech provedených v roce 2025. 

## Nosná raketa Super Heavy a kosmická loď Starship
Spodní část startovní sestavy tvoří nosná raketa, resp. první, urychlovací stupeň Super Heavy. Obě součásti byly vyvinuty jako plně znovupoužitelné a určené pro vynášení satelitů a dalších kosmických těles, zásob včetně paliva, i pro vesmírnou turistiku, cesty k Měsíci a meziplanetární lety.
Nosič Super Heavy (booster) dosahuje délky 71 metrů a jeho průměr – v celé výšce stejný – 9 metrů. Hmotnost boosteru bez paliva se pohybuje nad 200 tunami, z toho asi 80 tun je hmotnost nádrží. Pohon zajišťuje celkem 33 motorů Raptor, které mají při plném výkonu souhrnný tah 73,5 MN, což ze sestavy činí nejsilnější raketu v historii dobývání vesmíru. Nádrže urychlovacího stupně pojmou celkem 3 400 tun pohonných hmot, z toho zhruba tři čtvrtiny připadají na kapalný kyslík a zbylá čtvrtina na podchlazený kapalný metan. Na vrchu boosteru jsou umístěna čtyři roštová kormidla pro řízení stupně při přistání, podobně jako se to SpaceX osvědčilo již u jejího dříve vyvinutého nosiče Falcon 9. Shora nosič uzavírá dva metry vysoký prstenec s průduchy, kterými se odvádějí spaliny z motorů lodi Starship během jejich spuštění, tedy ještě před oddělením kosmické lodi od urychlovacího stupně. Prstenec se od 4. letu po odpojení lodi Starship z boosteru odhazuje, čímž se sníží hmotnost boosteru před přistáním.
Kosmická loď Starship si po většinu své výšky zachovává průměr 9 metrů, shodný s urychlovacím stupněm. Až v horní čtvrtině se průměr postupně zmenšuje, aby vytvořil zaoblenou kuželovitou špičku. Oproti první verzi však je Block 2 o 1,8 metru delší (52,1 metru). Pro řízení během sestupu k Zemi má loď celkem 4 pohyblivé aerodynamické klapky, dvě v horní a dvě v dolní části. Polovinu lodi po celé její délce a jednu stranu klapek pokrývají dlaždice tepelného štítu pro ochranu lodi při vstupu do atmosféry. Šest motorů Raptor – tři optimalizované pro provoz ve vesmírném vakuu, tři pro provoz v atmosféře – má k dispozici celkem 1500 tun pohonných látek, o 300 tun více než v předchozí verzi Block 1. SpaceX udává kapacitu nákladu 100 až 150 tun.

## Příprava a průběh letu
Úkol provést let připadl podle pořadí výroby na kosmickou loď Starship s výrobním označením Ship 36 (S36) a první stupeň Super Heavy s označením Booster 16 (B16). Po výbuchu S36 při testování přišel na řadu další kus v nejvyšším stavu rozpracovanosti, Ship 37 (S37).
S36 byla a S37 je lodí druhé generace (Block 2), podobně jako předchozí S33, S34 a S35, neúspěšně použité při sedmém, osmém a devátém letu. Oproti dřívější verzi Block 1 se zřetelně liší menšími předními klapkami, posunutými směrem ke špičce lodi a současně do větší vzdálenosti od tepelného štítu, čímž se výrazně snížila míra jejich vystavení zahřívání a zároveň se zjednodušily mechanické díly a ochranné obklady. Přepracován je i pohonný systém včetně 25procentního zvýšení objemu pohonných hmot, vakuového opláštění přívodních potrubí a nového systému přívodu paliva pro vakuové motory Raptor. Tento systém současně procházel největším vývojem mezi předchozími lety, protože právě z něj vycházely podle zjištění SpaceX příčiny opakovaných selhání kosmické lodi. Oproti první generaci byl vylepšen také modul avioniky pohonu ovládající ventily kosmické lodi a čtecí senzory. Tepelný štít lodi je vybaven dlaždicemi nejnovější generace a obsahuje záložní vrstvu na ochranu při ztrátě nebo nebo poškození dlaždic. Celkem 30 kamer rozmístěných po kosmické lodi v kombinaci s funkcemi internetové sítě Starlink umožňuje streamovat telemetrická data a videa ve vysokém rozlišení rychlostí 120 Mb/s a poskytnout technikům v každé fázi letu neocenitelná technická data.

### Výroba, testování a předletová příprava
První spatřenou součástí Ship 36 byla 25. září 2024 nádrž na kapalný kyslík pro přední část lodi, později doplněná přídí a předními klapkami. Skládání válcových dílů konstrukce začalo 30. ledna 2025, poprvé v montážní hale Starfactory namísto dosud používané haly High Bay, a týmy ho dokončily 12. března 2025, to už v hale Mega Bay 2. Následovala montáž dlaždic tepelného štítu dokončená 26. dubna 2025, po níž bezprostředně, 27. dubna, následovaly dva úspěšné cykly naplnění podchlazenými (kryogenními) látkami v testovacím místě Massey Outpost kvůli ověření těsnosti palivového systému. Další den po převozu zpět do montážní haly začaly práce na montáži mimo jiné obou zadních klapek a motorů. Po dokončení technici 15. června 2024 S36 znovu převezli do Massey Outpost. Následoval testovací zážeh jednoho motoru o den později a za další dva dny začalo tankování pro testovací zážeh všech šesti motrů lodi. Místo zážehu však 19. června 2025 kolem 04:00 UTC celá loď explodovala. SpaceX v reakci uvedla, že exploze kromě destrukce lodi poškodila bezprostřední okolí zkušebního stanoviště, ale díky bezpečnostním opatřením nezpůsobila žádné zranění personálu. Počáteční analýza podle společnosti naznačovala možné selhání tlakové nádrže s plynným dusíkem umístěné umístěna v horní (přední) části kosmické lodi. V závěrečném stanovisku z vlastního vyšetřování události, vydaném 15. srpna 2025, společnost potvrdila, že nejpravděpodobnější příčinou byla „nezjistitelná nebo nedostatečně zkontrolovaná poškození kompozitní tlakové nádoby (COPV) v nákladovém prostoru Starshipu”. Selhání nádoby, která uchovává plynný dusík používaný v systému řízení vnitřního prostředí, vedlo k poruše konstrukce kosmické lodi a v jejím důsledku ke smíchání a vznícení paliva. Pro zabránění podobných problémů budou COPV při nadcházejících letech pracovat při sníženém tlaku a budou podrobovány dodatečným kontrolám a zkouškám. SpaceX také mimo jiné vyvinula novou nedestruktivní metodu pro detekci vnitřního poškození COPV.
U kosmické lodi Ship 37 byly první díly spatřeny 8. listopadu 2028. Sestavování válcové konstrukce začalo 26. února 2025 ve Starfactory a od 15. března 2025 haly Mega Bay 2. Dokončenou konstrukci doplněnou o tepelný štít technici 29. května 2025 převezli do testovacího střediska Massey Outpost, kde další den podstoupila dva kompletní kryogenní testy obou nádrží pro ověření těsnosti. Zpět do haly k montáži klapek, motorů a dalšího vybavení technici S37 dopravili 4. června 2025. Protože testovací rampa v Massey's byla výbuchem S36 významně poškozena, musela SpaceX před dalším testováním upravit startovní rampu OLM-A tak, aby na místo určené pro obvyklý booster s 20 motory po celém obvodu bylo možné usadit také samotnou kosmickou loď. Řešením byl dočasný nástavec (adaptér) umístěný na rampu, ve své horní části připravený na usazení Starship podobně, jako se loď umísťuje na transportní vozidla pro cestu z haly k rampě nebo zpět. Provizorního řešení se dočkal také systém přívodu pohonných látek ke kosmické lodi. Finální práce se odehrály v polovině července 2025. Technici dovezli kosmickou loď S37 k rampě s nástavcem 28. července 2025 a o den později ji na jeho vršek vyzvedli. První odpočítávání ke statickému zážehu bylo 30. července přerušeno kvůli člunu, který se objevil v ochranné zóně na moři nedaleko startovní rampy, takže se úspěšný test jednoho motoru uskutečnil až na druhý pokus, 31. července. O další den později následoval neméně podařený test všech šesti motorů, a tak mohla SpaceX loď S37 již 3. srpna vyrazit zpět k hale Mega Bay 2 a ještě téhož dne do ní vjet kvůli závěrečným montážím. Na rampě OLM-A ale pokračovala horečnatá aktivita, při níž mimo jiné – stále ještě 3. srpna 2025 – jeřáb snesl dočasný adaptér pro usazení Starship a prakticky tak rampu otevřel pro příjezd boosteru a zahájení závěrečné přípravy na 10. let. Technici začali v horní části rampy montovat svorky zachycující k rampě booster Super Heavy, záhy se však ukázalo, že na S37 je potřeba vyměnit jeden ze tří motorů optimalizovaných pro provoz ve vakuu, a bude tedy nutné provést ještě další testy na rampě. Proto technici svorky pro Super Heavy znovu odinstalovali a 5. srpna na OLM-A vrátili adaptér pro Starship. S37 byla k rampě s adaptérem dopravena 11. srpna 2025 a další den ji ramena věže OLT-A vyzvedla a usadila do adaptéru. Následující pokus o tzv. spin prime test, základní zkoušku funkčnosti motorů a palivových cest s roztočením čerpadel s podchlazenými látkami a bez přítomnosti paliva, však technici ještě téhož dne přerušili. Po výměně netěsnícího ohebného vedení na přívodu do nádrží ho úspěšně dokončili až napodruhé, 13. srpna 2025. Technici poté kosmickou loď odvezli do montážní haly k závěrečným pracem včetně instalace nákladu do nákladového prostoru a současně opětovně zahájili přestavbu startovní rampy do původní podoby potřebné pro usazení nosiče Super Heavy.
První dva díly zadní části Boosteru 16 technici zavezli do haly Mega Bay 15. října 2024. Následujcího dne začali s montáží konstrukce a dokončili ji 26. prosince 2024. Po dalších pracích booster odvezli na testovací místo Massey Outpost, kde 28. února a 3. a 4. března prošel třemi kryogenními testy. Po návratu do haly Mega Bay 1 v druhé polovině března 2025 začala montáž motorů a související činnosti, které 4. června 2025 dospěly k dopravě boosteru do startovní oblasti a k vyzvednutí B16 na rampu OLM-A. Další den začalo tankování před obvyklým testem motorů, ale skončilo odčerpáním pohonných hmot bez další akce. Druhý pokus o statický zážeh úspěšně proběhl 6. června a booster se 8. června 2025 vrátil do montážní haly. Ven ho technici vyvezli 6. srpna a přesunuli ho na odkládací místo ve výrobním areálu, do tzv. Raketové zahrady (Rocket Garden). A právě tam 17. srpna začali z plošiny na jeřábu instalovat jednotlivé součásti systému přerušení letu (Flight Termination System) pro případ, že by se start nevyvíjel správně a bylo nutné nosič a raketu řízeně zničit.

### Plánovaný průběh letu
SpaceX až 15. srpna, po získání souhlasu FAA s provedením 10. letu, oficiálně potvrdila všeobecné očekávání, že se let uskuteční s velmi podobným programem, jaký byl připraven pro předchozí lety FT-7, FT-8 a FT-9, ale kvůli brzkým selháním lodí Starship zůstal nenaplněn. I pro let FT-10 tak je naplánováno znovuzapálení jednoho ze motorů Raptor ve vesmíru a vysazení několika (v tomto případě 8) simulátorů satelitu Starlink během letu po transatmosférické dráze kvůli otestování funkčnosti zařízení, které má Starlinky v budoucnu vypouštět po desítkách. I tentokrát loď po vstupu do atmosféry čeká ještě několik experimentů týkajících se zejména tepelného ochrany kosmické lodi. Z jejího povrchu lodi bylo odstraněno značné množství dlaždic tepelného štítu, což vytvořilo podmínky pro zátěžový test zranitelných míst, např. kolem závěsů pohyblivých klapek. Jiné dlaždice byly nahrazeny testovacími vzorky z jiných materiálů, včetně jedné dlaždice s aktivním chlazením. Návratový profil hvězdné lodi je navíc záměrně navržen tak, aby odhalil strukturální limity zadních klapek horního stupně v bodě největšího dynamického tlaku při vstupu do atmosféry (k otestování schopností lodi při jiných než optimálních situacích při průletu atmosférou). Kosmická loď poté měla provést přistání na mořskou hladinu v Indickém oceánu západně od Austrálie.
Pokud jde o závěr letu nosiče B16, SpaceX sice původně ústy jedné ze svých manažerek už koncem května 2025 informovala, že počítá s pokusem o zachycení boosteru startovací a přistávací věží OLM, nakonec však zvolila variantu přistání na hladinu Mexického zálivu. Společnost chce vzkoušet návratové schopnosti boosteru v případě, že by se jeden ze tří motorů středového prstence při přistání nespustil. Plánuje tak provést se dvěma motory přistání do předem stanoveného místa, kde se má booster několik okmažiků stabilně vznášet nad vodní hladinou, do níž se poté spustí. Pro SpaceX je jednodušší provést test tímto způsobem, aby v případě selhání boosteru při tomto náročném úkolu neponičila startovací a přistávací rampu.

### Termín startu
První náznak termínu startu se objevil v noci z 18. na 19. června 2025 v provozním plánu budoucích startů vydávaném Federálním úřadem pro letectví. Výbuch S36 o několik hodin později však budoucí start odložil na neurčito. Elon Musk na své síti X v polovině července 2025 odhadl, že se další let uskuteční během asi tří týdnů, což by znamenalo kolem 7. až 10. srpna 2025. Po úspěšném provedení obou statických zážehů lodi S37 odhadovaný termín odsunul na polovinu srpna.
V síti oznámení pro námořní provoz se 6. srpna 2025 objevila zpráva o vyhlášení ochranné zóny od kosmodromu Boca Chica obvyklým směrem na dny od 16. do 22. srpna, vždy od 23:30 UTC do 01:34 následujícího dne. Už o dva dny později ji ale nahradila nová zpráva, která zachovala časy vyhlášení zóny, ale posunula je o 6 dní, tedy do rozmezí od 22. do 28. srpna 2025.
SpaceX vydala první oficiální oznámení 15. srpna 2025 a za den startu označila 24. srpen se začátkem startovního okna ve 23:30 UTC.